# Miguel Rodrigues
Miguel Rodrigues (Ginevra, 7 dicembre 1996) è un calciatore svizzero, difensore del Bavois.

## Caratteristiche tecniche
È un difensore centrale.

## Carriera

### Club
Cresciuto nel settore giovanile del Servette, ha esordito in prima squadra il 26 febbraio 2014 disputando l'incontro di Challenge League vinto 4-1 contro il Chiasso.
Nel 2017 è stato acquistato a titolo definitivo dal Thun.

### Nazionale
Nel 2014 ha giocato 3 partite con la nazionale svizzera Under-19.

## Palmarès

### Club

#### Competizioni nazionali
- Challenge League: 1

Yverdon: 2022-2023